# Episodi di Cisco Kid (quinta stagione)
La quinta stagione della serie televisiva Cisco Kid è andata in onda negli Stati Uniti dal 25 settembre 1954 al 17 marzo 1955 in syndication.
| nº | Titolo originale           | Prima TV USA      |
| -- | -------------------------- | ----------------- |
| 1  | Six-Gun for No-Pain        | 25 settembre 1954 |
| 2  | The Haunted Stage Stop     | 2 ottobre 1954    |
| 3  | Gold Strike                | 9 ottobre 1954    |
| 4  | Trouble in Tonopah         | 16 ottobre 1954   |
| 5  | Harry the Heir             | 23 ottobre 1954   |
| 6  | The Lowest Bidder          | 30 ottobre 1954   |
| 7  | Mining Madness             | 6 novembre 1954   |
| 8  | Sundown's Gun              | 13 novembre 1954  |
| 9  | Pot of Gold                | 20 novembre 1954  |
| 10 | Caution of Curley Thompson | 27 novembre 1954  |
| 11 | Fool's Gold                | 4 dicembre 1954   |
| 12 | The Hospital               | 11 dicembre 1954  |
| 13 | Three Suspects             | 18 dicembre 1954  |
| 14 | Pancho's Niece             | 25 dicembre 1954  |
| 15 | Extradition Papers         | 1º gennaio 1955   |
| 16 | New Evidence               | 8 gennaio 1955    |
| 17 | Doorway to Nowhere         | 15 gennaio 1955   |
| 18 | Stolen River               | 22 gennaio 1955   |
| 19 | Son of a Gunman            | 29 gennaio 1955   |
| 20 | Juggler's Silver           | 3 febbraio 1955   |
| 21 | The Kidnapped Cameraman    | 10 febbraio 1955  |
| 22 | Cisco and the Giant        | 17 febbraio 1955  |
| 23 | Montezuma's Treasure       | 24 febbraio 1955  |
| 24 | Vendetta                   | 3 marzo 1955      |
| 25 | The Two-Wheeler            | 10 marzo 1955     |
| 26 | The Tumblers               | 17 marzo 1955     |

## Six-Gun for No-Pain
- Diretto da:
- Scritto da:

### Trama
- Interpreti: Duncan Renaldo (The Cisco Kid), Leo Carrillo (Pancho), Dennis Moore (scagnozzo), Henry Rowland (Steve Potter aka Blackie Dawson), Earle Hodgins (No Pain Norton), Joey Ray (scagnozzo Briggs), Mickey Simpson (paziente), Zon Murray (sceriffo)

## The Haunted Stage Stop
- Diretto da:
- Scritto da:

### Trama
- Interpreti: Duncan Renaldo (The Cisco Kid), Leo Carrillo (Pancho), Nan Leslie (Judy MacPherson), John L. Cason (scagnozzo), Bill Kennedy (Hank Jaggett), Myron Healey (Don White), Bob Woodward (scagnozzo)

## Gold Strike
- Diretto da:
- Scritto da:

### Trama
- Interpreti: Duncan Renaldo (The Cisco Kid), Leo Carrillo (Pancho), Jacqueline Park (Dolly Ferguson), Sandy Sanders (Gary Austin), James Anderson (scagnozzo Hank), Marshall Reed (Fred), Ed Hinton (scagnozzo Tap), Chuck Carson (scagnozzo Charlie), Bill Catching (conducente della diligenza)

## Trouble in Tonopah
- Diretto da:
- Scritto da:

### Trama
- Interpreti: Duncan Renaldo (The Cisco Kid), Leo Carrillo (Pancho), Eddie Parker (Jeff Donovan), Kenneth MacDonald (Henry Blake), Gregg Barton (Mike Dugan), Kermit Maynard (Phil Dugan), Edward Clark (Doc), Dan White (sceriffo)

## Harry the Heir
- Diretto da:
- Scritto da:

### Trama
- Interpreti: Duncan Renaldo (The Cisco Kid), Leo Carrillo (Pancho), I. Stanford Jolley (Roderick Lamoreux), Fay Morley (Antoinette Lamoreux), James Parnell (sceriffo), Leonard Penn (Jed Proctor), Keith Richards (London Harry Hanley)

## The Lowest Bidder
- Diretto da:
- Scritto da:

### Trama
- Interpreti: Duncan Renaldo (The Cisco Kid), Leo Carrillo (Pancho), Jay Kirby (Greg Sayer), Ken Terrell (Paul Blackwell), Lane Bradford (Hayne), Eddy Waller (Eli Oliver), Jack Ingram (stalliere)

## Mining Madness
- Diretto da:
- Scritto da:

### Trama
- Interpreti: Duncan Renaldo (The Cisco Kid), Leo Carrillo (Pancho), Raymond Hatton (Jeff Hanby), Marshall Reed (Todd Wheeler), Ted Mapes (sceriffo), Lee Roberts (scagnozzo Augie)

## Sundown's Gun
- Diretto da:
- Scritto da:

### Trama
- Interpreti: Duncan Renaldo (The Cisco Kid), Leo Carrillo (Pancho), Dennis Moore (Fred, the Sheriff), Henry Rowland (Matt Barlow), Earle Hodgins (Purdy), B.G. Norman (Billy)

## Pot of Gold
- Diretto da:
- Scritto da:

### Trama
- Interpreti: Duncan Renaldo (The Cisco Kid), Leo Carrillo (Pancho), Nan Leslie (Mary Andrew), John L. Cason (scagnozzo Frank), Bill Kennedy (vice sceriffo Cogley), Myron Healey (Jim Gault), Hank Patterson (Wind River Bill), William Vedder (Pete Andrew), Bob Woodward (scagnozzo Jake), Loco (Poncho's Horse)

## Caution of Curley Thompson
- Diretto da:
- Scritto da:

### Trama
- Interpreti: Duncan Renaldo (The Cisco Kid), Leo Carrillo (Pancho), Jacqueline Park (Ruth), Sandy Sanders (Whitey Thompson), James Anderson (Jack Hanley), Marshall Reed (zio Wilson Ford), Ed Hinton (Muley), Ray Jones (cittadino)

## Fool's Gold
- Diretto da:
- Scritto da:

### Trama
- Interpreti: Duncan Renaldo (The Cisco Kid), Leo Carrillo (Pancho), Eddie Parker (fuorilegge Leader), Kenneth MacDonald (J.L. Webster), Gregg Barton (Grady), Karolee Kelly (Cindy), Kermit Maynard (Booth)

## The Hospital
- Diretto da:
- Scritto da:

### Trama
- Interpreti: Duncan Renaldo (The Cisco Kid), Leo Carrillo (Pancho), Jay Kirby (dottor Bob Randall), Ken Terrell (Jason Turnbull), Lane Bradford (vice Blackie), Eddy Waller (dottor Bender), Jack Ingram (sceriffo), Carl Mathews (scagnozzo)

## Three Suspects
- Diretto da:
- Scritto da:

### Trama
- Interpreti: Duncan Renaldo (The Cisco Kid), Leo Carrillo (Pancho), Lee Roberts (Jim), Marshall Reed (Whit Jameson), Raymond Hatton (Morgan), Ted Mapes (Burke), Troy Melton (postino)

## Pancho's Niece
- Diretto da:
- Scritto da:

### Trama
- Interpreti: Duncan Renaldo (The Cisco Kid), Leo Carrillo (Pancho), J.P. O'Donnell (Dolores James), John Pickard (Riddle), Julian Rivero (Juan), William Tannen (Roland McCard), Roy Engel (sceriffo)

## Extradition Papers
- Diretto da:
- Scritto da:

### Trama
- Interpreti: Duncan Renaldo (The Cisco Kid), Leo Carrillo (Pancho), John Beradino (Jess Martin), Dayton Osmond (Tommy Martin), Mitchell Kowall (scagnozzo ferito), Henry Rowland (scagnozzo), Sam Flint (sceriffo)

## New Evidence
- Diretto da:
- Scritto da:

### Trama
- Interpreti: Duncan Renaldo (The Cisco Kid), Leo Carrillo (Pancho), Sandy Sanders (Dorsey Knudsen), Eddie Parker (Gibbs), Fay Morley (Carmel Tracy), Earle Hodgins (giudice Elias Kendall), Edmund Cobb (Henry Tracy)

## Doorway to Nowhere
- Diretto da:
- Scritto da:

### Trama
- Interpreti: Duncan Renaldo (The Cisco Kid), Leo Carrillo (Pancho), Lillian Albertson (Mrs. Collins), Nan Leslie (Blanche posing as Doris), Kenneth MacDonald (Ralph Hammond), Lane Chandler (sceriffo)

## Stolen River
- Diretto da:
- Scritto da:

### Trama
- Interpreti: Duncan Renaldo (The Cisco Kid), Leo Carrillo (Pancho), Nancy Hale (Mady Barbour), I. Stanford Jolley (Slim Lennox), Zon Murray (King), Thayer Roberts (sceriffo), Rory Mallinson (ispettore)

## Son of a Gunman
- Diretto da:
- Scritto da:

### Trama
- Interpreti: Duncan Renaldo (The Cisco Kid), Leo Carrillo (Pancho), John Beradino (Buck Lundigan), Mitchell Kowall (Johnny Nester), Sam Flint (sceriffo), Henry Rowland (Will Foresby / Will Knowland)

## Juggler's Silver
- Diretto da:
- Scritto da:

### Trama
- Interpreti: Duncan Renaldo (The Cisco Kid), Leo Carrillo (Pancho), Fortune Gordien (Danny Harris), Rodd Redwing (Nimble Nick Carr), Leonard Penn (Judd), Kenneth MacDonald (Marshal Ed Watson), Johnny Carpenter (Pony express)

## The Kidnapped Cameraman
- Diretto da:
- Scritto da:

### Trama
- Interpreti: Duncan Renaldo (The Cisco Kid), Leo Carrillo (Pancho), Tom Irish (Ted Miller), Terry Frost (Chuck Farley), Keith Richards (Red Farley), Kermit Maynard (sceriffo), Chuck Carson (Tracy)

## Cisco and the Giant
- Diretto da:
- Scritto da:

### Trama
- Interpreti: Duncan Renaldo (The Cisco Kid), Leo Carrillo (Pancho), Dennis Moore (sceriffo Sam Johnson), Glenn Strange (Curly Peters), Duane Grey (Judd Casey), Ken Terrell (scagnozzo Lobo), Patricia Tiernan (Ann Johnson), Carl Mathews (scagnozzo)

## Montezuma's Treasure
- Diretto da:
- Scritto da:

### Trama
- Interpreti: Duncan Renaldo (The Cisco Kid), Leo Carrillo (Pancho), Thayer Roberts (professor Bradley), I. Stanford Jolley (professor Danforth), Zon Murray (Bull), Ferris Taylor (sceriffo)

## Vendetta
- Diretto da:
- Scritto da:

### Trama
- Interpreti: Duncan Renaldo (The Cisco Kid), Leo Carrillo (Pancho), Alan Wells (Gil Parker), Claudia Barrett (Terry Monahan), Kenneth MacDonald (Frank Guthrie), Leonard Penn (Warren Sturgis)

## The Two-Wheeler
- Diretto da:
- Scritto da:

### Trama
- Interpreti: Duncan Renaldo (The Cisco Kid), Leo Carrillo (Pancho), Tom Irish (Albert Taylor), Sally Fraser (Martha), Keith Richards (Frank Douglas), Terry Frost (Webb)

## The Tumblers
- Diretto da:
- Scritto da:

### Trama
- Interpreti: Duncan Renaldo (The Cisco Kid), Leo Carrillo (Pancho), Loren Janes (Tim Siebert), Ward James (Hearn), Harry Cody (Hank Siebert), Maureen Cassidy (Kitty Noonan), William Fawcett (sceriffo Len Cooper)